# Catulo da Paixão Cearense
Catulo da Paixão Cearense (São Luís, 8 de outubro de 1863 – Rio de Janeiro, 10 de maio de 1946), o Poeta do Sertão, foi um poeta, teatrólogo, músico e compositor brasileiro. É considerado um dos maiores compositores da história da canção popular brasileira. A data de nascimento foi por muito tempo considerada dia 31 de janeiro de 1866, pois a data original fora modificada para que Catulo pudesse ser nomeado ao serviço público. Foi muito prestigiado por diversos intelectuais, pela beleza de suas escritas.
Segundo o musicólogo Zuza Homem de Mello, Catulo ganhou a alcunha de poeta do sertão “quando introduziu em sua poética a linguagem herdada do que ouvia na adolescência vivida no Nordeste”. No entender do crítico Murilo Araújo, "nenhum dos nossos poetas foi a tal ponto o rumor inspirado da terra".

## Biografia
Nasceu em São Luís em 8 de outubro de 1863, filho de Amâncio José Paixão Cearense (natural do Ceará) e Maria Celestina Braga (natural do Maranhão). Apesar de acreditar-se ter nascido em 31 de janeiro de 1866, Catulo nasceu três anos antes e teve sua data de nascimento adulterada para que ele pudesse ser nomeado para serviço público. Mudou-se para o Rio em 1880, aos 17 anos, com a família. Trabalhou como relojoeiro. Conheceu vários chorões da época, como Anacleto de Medeiros e Viriato Figueira da Silva, quando se iniciou na música. Integrado nos meios boêmios da cidade, associou-se ao livreiro Pedro da Silva Quaresma, proprietário da Livraria do Povo, que passou a editar em folhetos tipo Cordel o repertório de modismos da época.
Aos 19 anos, Catulo interrompeu os estudos e abraçou o violão, instrumento naquela época repelido dos lares mais modestos. Iniciante tocador de flauta, a trocou pelo violão, pois assim, podia cantar suas modinhas. Nesse tempo passou a escrever e cantar modinhas como "Talento e Formosura", "Canção do Africano" e "Invocação a uma estrela". Catulo da Paixão Cearense passou a organizar coletâneas, entre elas O cantor fluminense e O cancioneiro popular, além de obras próprias. Vivia despreocupado, pois era boêmio, e morreu na pobreza. Em algumas composições teve a colaboração de alguns parceiros: Anacleto de Medeiros, Ernesto Nazareth, Chiquinha Gonzaga, Francisco Braga e outros. Catulo casou-se, aos 21 anos, com Hermelinda Aires da Silva, na Igreja Matriz de São João Batista da Lagoa, em 27 de Setembro de 1885.
Catulo foi autodidata. "Aprendi musica, como aprendi a fazer versos, naturalmente", dizia o Velho Marruêro. Suas primeiras letras foram ensinadas por sua genitora e toda sua grande cultura foi adquirida em livros que comprava e por sua franquia à Biblioteca do Senado do Império, por ser professor dos filhos do Conselheiro Gaspar da Silveira. Em 1908, deu uma audição no Conservatório de Música.
Suas mais famosas composições são Luar do Sertão (em parceria com João Pernambuco), de 1914, que na opinião de Pedro Lessa é o hino nacional do sertanejo brasileiro, e a letra para Flor Amorosa, que havia sido composta por Joaquim Calado em 1867. Também é o responsável pela reabilitação do violão nos salões da alta sociedade carioca e pela reforma da "modinha".
Seu pai faleceu em 1 de agosto de 1885, desgostoso por seu filho ter abandonado os estudos para ser poeta, sem tempo de assistir a moralização do violão, o que veio a marcar tremendamente Catulo.

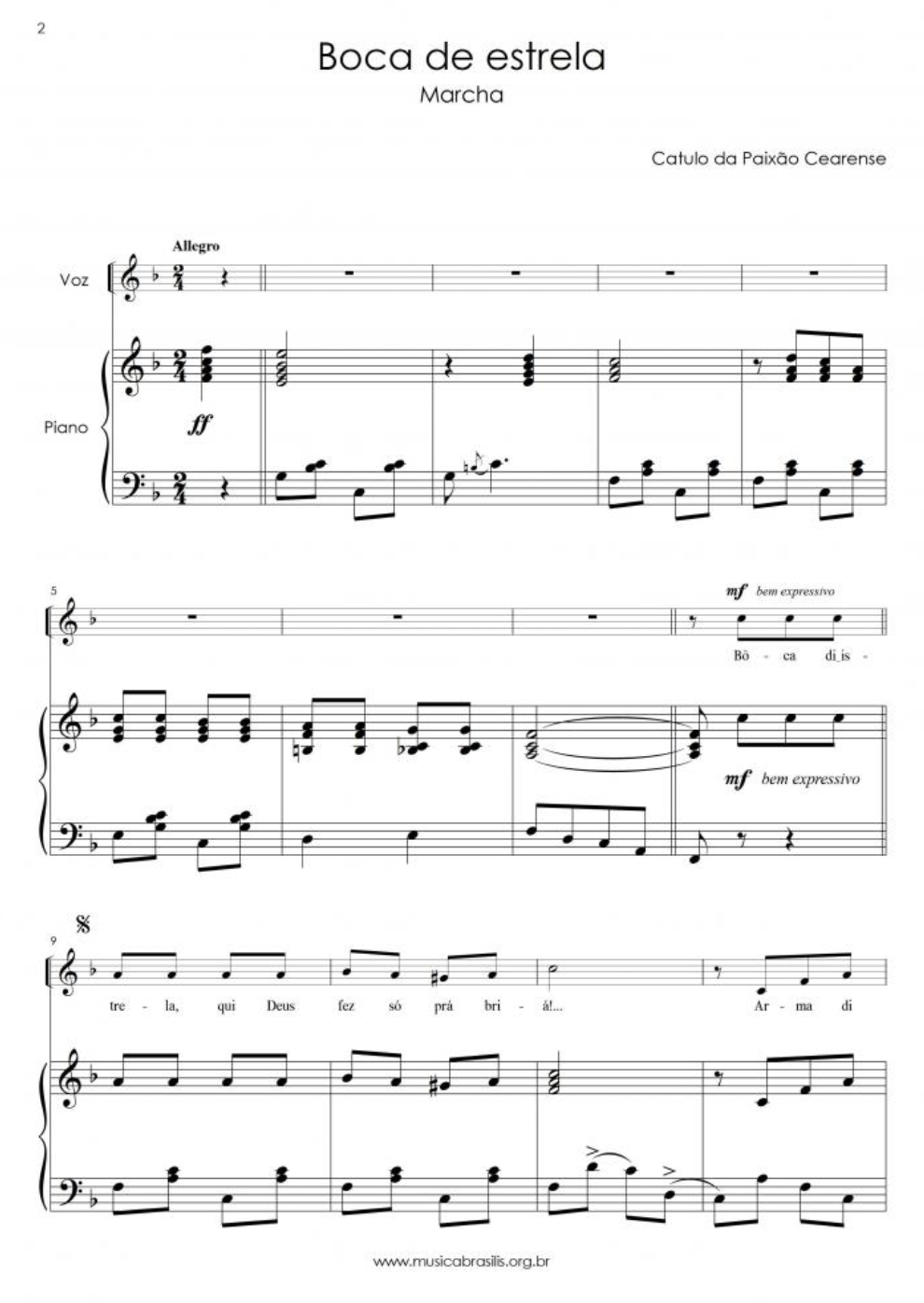
Boca de estrela (1a página) - Partitura disponível em [https://musicabrasilis.org.br/partituras/catulo-da-paixao-cearense-boca-de-estrela Portal Musica Brasilis

À medida que envelhecia mais se aprimorava. Catulo homem, não se modificava, sempre fiel ao seu estilo. 
"...Com gramática ou sem gramática, sou um grande Poeta...".
A sua casinhola em Engenho de Dentro, afundada no meio do mato era histórica. Ali recebia seus admiradores, escritores estrangeiros, acadêmicos nacionais, sempre com banquetes de feijoada e o champanhe nunca substituía o parati, por mais ilustre que fosse o visitante.
As paredes divisórias eram lençóis e sempre que previa a presença de pessoas importantes, dizia para a mulata transformada em dona de casa. "Cabocla, lave as paredes amanhã, que domingo vem gente!"
Sua primeira modinha famosa  "Ao Luar" foi composta em 1880.
Catulo morreu aos 83 anos de idade, em 10 de maio de 1946, na rua Francisca Meyer nº 78, casa 2. Seu corpo foi embalsamado e exposto a visitação pública até 13 de maio, quando desceu a sepultura no cemitério São Francisco de Paula, no Largo do Catumbi, ao som de "Luar do Sertão".

## Bibliografia

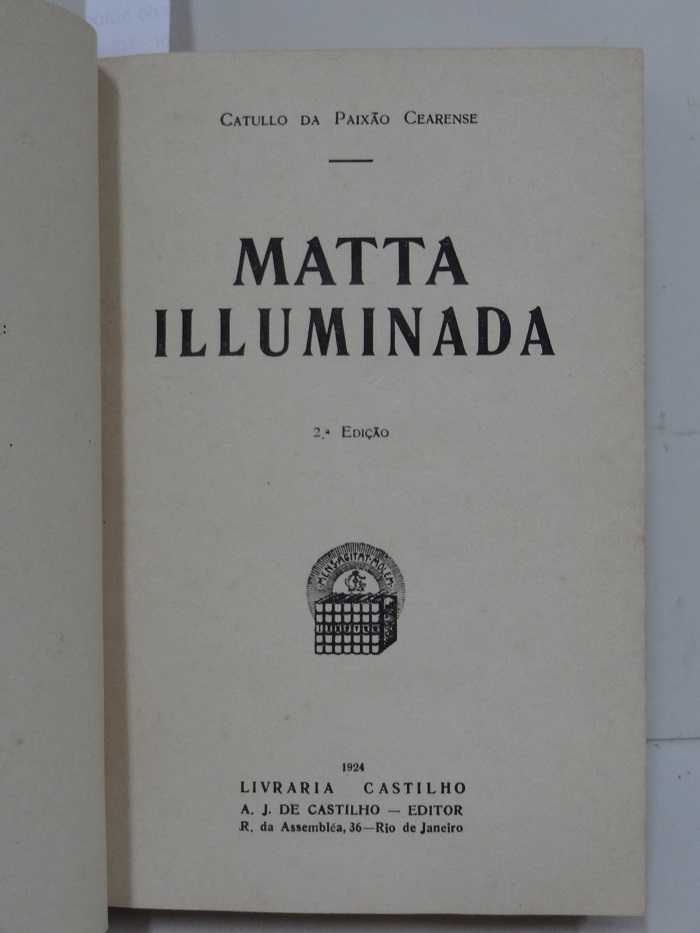
Matta Illuminada em edição de 1924.

## Discografia
- 195? - "Catullo, o poeta do sertão" (Sinter • LP)
- 195? - Luar do Sertão (Sinter • 33/10 pol.)
- 1960 - Catullo (RCA Victor • 33/10 pol.)

## Peças de Teatro
- “Um Boêmio no Céu”